# Pantheon del Casato di Braganza
Il Pantheon del Casato di Braganza (in portoghese: Panteão da Casa de Bragança) è l'ultimo luogo di riposo per molti dei membri del Casato di Braganza e si trova nel Monastero di São Vicente de Fora nel quartiere Alfama di Lisbona. Nel pantheon sono sepolti monarchi portoghesi, brasiliani, un monarca rumeno, consorti del Portogallo e numerosi infanti del Portogallo.

## Storia

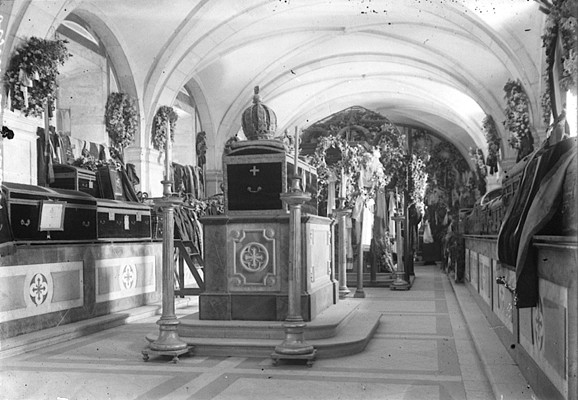
Il pantheon all'inizio del XX secolo, prima del Regicidio di Lisbona

Il pantheon fu realizzato per volere di Ferdinando II, trasformando l'antico refettorio del monastero nell'attuale luogo di sepoltura. La maggior parte delle tombe si trova ai lati del pantheon mentre le tombe nella navata centrale sono quelle appartenenti a Carlo I, Luigi Filippo, Manuele II e la regina Amelia d'Orléans.

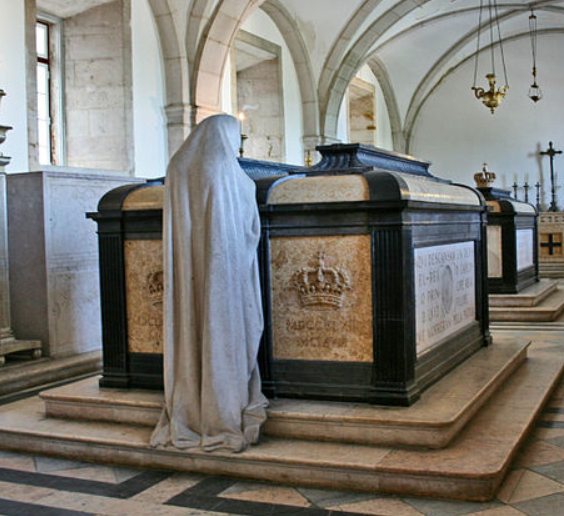
Le tombe gemelle del re Carlo I del Portogallo e del principe reale Luigi Filippo, entrambi morti nel regicidio di Lisbona

### Re e consorti
- Giovanni IV e la regina consorte Luisa de Guzmán
- Alfonso VI e la regina consorte Maria Francesca di Savoia
- Pietro II e la regina consorte Maria Sofia di Neuburg
- Giovanni V e la regina consorte Maria Anna d'Austria
- Giuseppe I e la regina consorte Marianna Vittoria di Spagna
- Pietro III
- Giovanni VI e la regina consorte Carlotta Gioacchina di Spagna
- Maria II e il principe consorte Auguste de Beauharnais
- Ferdinando II
- Michele e la principessa Adelaide di Löwenstein-Wertheim-Rosenberg
- Pietro V e la regina consorte Stephanie di Hohenzollern-Sigmaringen
- Luigi
- Carlo I e la regina consorte Amelia d'Orléans
- Manuele II

## Monarchi e consorti di Braganza non sepolti nel pantheon
Tutti i re del Portogallo appartenenti al Casato di Braganza da Giovanni IV a Manuele II sono sepolti nel pantheon tranne:
- La regina Maria I, sepolta nella Basilica da Estrela a Lisbona.
- Il re Pietro IV, noto anche come imperatore Pietro I del Brasile, inizialmente sepolto nel pantheon ma nel 1972 le sue spoglie furono sepolte nella Cripta Imperiale all'interno del Monumento all'Indipendenza del Brasile a San Paolo mentre il suo cuore è sepolto nella chiesa di Nostra Signora di Lapa, a Porto.
- La regina consorte Maria Leopoldina d'Austria, moglie di Pietro IV e anch'essa sepolta nel monumento all'Indipendenza del Brasile.
- La regina consorte Maria Pia, moglie del re Luigi del Portogallo, sepolta nel pantheon di Casa Savoia nella Basilica di Superga a Torino.
- La principessa Augusta Victoria di Hohenzollern, consorte del re Manuele II, sepolta nel castello di Langenstein di proprietà della famiglia del suo secondo marito.

## Precedenti sepolture
- L'imperatore Pietro II del Brasile, sepolto nel Pantheon dal 1891 al 1921 quando il suo corpo fu rimpatriato in Brasile e seppellito nella Cripta Imperiale della Cattedrale di Petrópolis insieme alla moglie Teresa Cristina.
- L'imperatrice Amelia del Brasile, seconda moglie dell'imperatore Pietro I del Brasile e sepolta nel Pantheon dal 1873 al 1982, quando le sue spoglie furono trasferite nella Cripta Imperiale e nella Cappella del Monumento all'Indipendenza del Brasile a San Paolo.
- La principessa Maria Amelia del Brasile, unica figlia del re Pietro IV dal suo secondo matrimonio, concepita dopo la sua abdicazione alla corona portoghese e nata in Europa dopo la sua abdicazione alla corona brasiliana, fu sepolta nel Pantheon dal 1853 al 1982, quando le sue spoglie furono trasferite nel Mausoleo Imperiale del Convento di Sant'Antonio a Rio de Janeiro, dove è sepolta accanto a molti altri principi e principesse discendenti dagli imperatori del Brasile.
- Re Carlo II di Romania, morto in Portogallo in esilio, e sua moglie Magda Lupescu (la coppia si era sposata dopo la sua abdicazione) furono sepolti nel pantheon prima del ritorno dei loro corpi in Romania nel 2003. Ora sono sepolti nella cattedrale di Curtea de Argeș, insieme ad altri reali rumeni.